# Тикшозеро (озеро, Муезерский район)
Тикшо́зеро — пресноводное озеро на территории Ледмозерского сельского поселения Муезерского района Республики Карелия.

## Общие сведения
Площадь озера — 20,6 км², площадь бассейна — 322 км². Располагается на высоте 151,4 метров над уровнем моря.
Форма озера продолговатая, вытянутая с северо-запада на юго-восток. Берега каменисто-песчаные, местами болотистые.
В северо-западную оконечность озера втекает безымянный ручей, текущий из болот. С запада впадает река Кайдодеги. С юга — река Шильва, несущая воды из озера Луна.
С юго-восточной стороны из Тикшозера вытекает река Тикшозерка.
В озере имеется не менее тридцати безымянных островов разных размеров, рассредоточенных по всей площади водоёма. Самый большой по площади расположен с юго-западной стороны озера.
Населённые пункты близ озера отсутствуют. Ближайший — посёлок городского типа Муезерский — расположен в 14 км к юго-востоку от озера.
Неподалёку от юго-восточной оконечности озера проходит автомобильная дорога местного значения 86К-176 («Тикша — Реболы»).
Код водного объекта в государственном водном реестре — 02020000911102000005223.

## Фауна
В озере отмечено 7 видов рыб: европейская ряпушка (Coregonus albula), сиг (Coregonus lavaretus), обыкновенная щука (Esox lucius), плотва (Rutilus rutilus), налим (Lota lota), речной окунь (Perca fluviatilis), ерш (Gymnocephalus cernuus) и по рыбохозяйственному статусу озеро относится к водоемам высшей категории (обитают такие ценные виды рыб, как сиг и ряпушка).